# Cocktail (film, 1988)
Pour les articles homonymes, voir Cocktail (homonymie).
Ne doit pas être confondu avec Cocktail (film, 2012).
Pour plus de détails, voir Fiche technique et Distribution.
Cocktail est un film américain réalisé par Roger Donaldson, sorti en 1988 aux États-Unis et en 1989 en France.
Malgré des critiques négatives, le film connaît un important succès commercial.

## Synopsis
À New York, Brian Flanagan, un jeune homme ambitieux, rêve de conquérir Wall Street et de faire fortune. En attendant, pour vivre et se payer des cours d'économie, il trouve un emploi de barman. Très habile en jonglerie de bar, il va rapidement devenir la coqueluche des nuits new-yorkaises et ne va plus avoir le temps d'étudier.

## Fiche technique
Sauf indication contraire, les informations mentionnées dans cette section peuvent être confirmées par les bases de données cinématographiques IMDb et Allociné,  présentes dans la section « Liens externes ».
- Titre original, français et québécois : Cocktail[1]
- Réalisateur : Roger Donaldson
- Scénario : Heywood Gould, d'après son propre roman Cocktail
- Musique : J. Peter Robinson
- Direction artistique : Dan Davis
- Décors : Mel Bourne
- Costumes : Ellen Mirojnick
- Photographie : Dean Semler
- Son : Richard L. Anderson, David J. Hudson, Mel Metcalfe, Terry Porter
- Montage : Neil Travis
- Production : Robert W. Cort et Ted Field
  - Coproducteur : Daniel J. Heffner (non crédité)
- Sociétés de production : Interscope Communications, en association avec Silver Screen Partners II, présenté par Touchstone Pictures
- Sociétés de distribution : Buena Vista Pictures Distribution (États-Unis) ; Warner Bros. (France)
- Budget : 20 millions de $[2]
- Pays de production :  États-Unis
- Langue originale : anglais, langue des signes espagnole
- Format : couleur (Metrocolor) — 35 mm — 1,85:1 (Panavision) — son Dolby stéréo
- Genre : comédie dramatique, romance
- Durée : 104 minutes
- Dates de sortie[3] :
  - États-Unis, Québec : 29 juillet 1988[1]
  - France : 8 février 1989[4]
- Classification :
  - États-Unis : les enfants de moins de 17 ans doivent être accompagnés d'un adulte (R – Restricted)
  - France : tous publics[5]
  - Québec : tous publics (G - General Rating)[1]

## Distribution
- Tom Cruise (VF : William Coryn et VQ : Alain Zouvi) : Brian Flanagan
- Bryan Brown (VF : Jean-François Poron et VQ : Jean Fontaine) : Douglas « Doug » Coughlin
- Elisabeth Shue (VF : Nathalie Régnier et VQ : Johanne Léveillé) : Jordan Mooney
- Gina Gershon (VF : Françoise Dasque et VQ : Marie-Andrée Corneille) : Coral
- Lisa Banes (VF : Annie Balestra ; VQ : Louise Rémy) : Bonnie
- Kelly Lynch (VF : Françoise Cadol ; VQ : Michelle Rossignol) : Kerry Coughlin
- Laurence Luckinbill (VF : Jacques Deschamps et VQ : Vincent Davy) : Richard Mooney
- Ron Dean (en) (VF : Robert Darmel ; VQ : Ronald France) : Oncle Pat
- Robert Donley : Eddie
- Andrea Morse (VQ : Natalie Hamel-Roy) : Dulcy
- Paul Benedict (VF : Jean-Pierre Delage) : le professeur de finance
- Jack Newman (VF : Michel Vocoret) : le professeur d'économie
- Kelly Connell (VF : Bernard Soufflet) : le poète Yuppie
- Gerry Bamman : un touriste
- James Eckhouse : un client du bar dans les Caraïbes
- Andrew Shue : un invité au mariage (non crédité)
- Liisa Repo-Martell : Jeune femme au restaurant
- Adam Furfaro : Jeune homme au restaurant
- David L. Crowley : Concierge

## Production
Le scénario s'inspire du roman Cocktail de Heywood Gould, publié en 1984. Le roman est lui-même basé sur la propre expérience de l'auteur, barman de 1969 à 1981 en plus de son travail d'écrivain. Heywood Gould signe lui-même l'adaptation en scénario. Il en écrira près de 40 versions.
Robin Williams, Jim Carrey, Charlie Sheen, Keanu Reeves, John Travolta, Rob Lowe, Bill Murray et Jeff Bridges sont envisagés pour le rôle de Brian Flanagan. Tom Hanks y sera un temps attaché, avant de décliner. Pour le rôle féminin de Jordan Mooney, de nombreuses actrices sont envisagées : Jennifer Grey, Molly Ringwald, Demi Moore, Jodie Foster, Daryl Hannah, Sarah Jessica Parker, Heather Graham, Jennifer Jason Leigh ou encore l’actrice et mannequin française Estelle Lefébure. Le rôle revient cependant à Elisabeth Shue. Son petit frère Andrew Shue a également un tout petit rôle.
Pour les besoins du film, Tom Cruise est entraîné en flair bartending par John Bandy.
Le tournage a lieu d'octobre 1987 à janvier 1988. Il se déroule en Jamaïque (Sain Ann, Ocho Rios), à New York (Queens), Toronto (notamment l'ancienne prison Don Jail (en), la Casa Loma, université de Toronto, édifice de la Canada Life, etc.), Los Angeles.

## Musique
- Addicted to Love de Robert Palmer.
- Shelter of Your Love de Jimmy Cliff.
- This Magic Moment de Leroy Gibbons.
- When Will I Be Loved de The Everly Brothers.

### Bande originale
La musique originale devait être composée par Maurice Jarre. Cependant, ses compositions sont jugées non conformes au style du film et à l'intrigue. Le studio engage alors J. Peter Robinson pour le remplacer. L'album de la bande originale participe au succès du film. Il contient des chansons pop rock, notamment Kokomo des Beach Boys, sortie en single la même année.
| 1.  | Wild Again            | Starship                  | 4:43 |
| 2.  | Powerful Stuff        | The Fabulous Thunderbirds | 4:48 |
| 3.  | Since When            | Robbie Nevil              | 4:02 |
| 4.  | Don't Worry, Be Happy | Bobby McFerrin            | 4:48 |
| 5.  | Hippy Hippy Shake     | The Georgia Satellites    | 1:45 |
| 6.  | Kokomo                | The Beach Boys            | 3:34 |
| 7.  | Rave On!              | John Cougar Mellencamp    | 3:13 |
| 8.  | All Shook Up          | Ry Cooder                 | 3:29 |
| 9.  | Oh, I Love You So     | Preston Smith             | 2:42 |
| 10. | Tutti Frutti          | Little Richard            | 2:23 |

#### Classements
| Année | Pays et classement            | Meilleure position |
| ----- | ----------------------------- | ------------------ |
| 1988  | États-Unis - Billboard 200    | 2                  |
| 1989  | Australie - ARIA Albums Chart | 1                  |
| 1989  | Suisse - Schweizer Hitparade  | 3                  |

## Accueil

### Accueil critique
Le film reçoit des critiques globalement négatives de la part de la presse. Sur l'agrégateur américain Rotten Tomatoes, il récolte 9 % d'opinions favorables pour 45 critiques et une note moyenne de 4,50⁄10. Sur Metacritic, il obtient une note moyenne de 12⁄100 pour 14 critiques.

### Box-office
Malgré des critiques négatives, le film est un immense succès commercial. Il totalise plus de 171 millions de dollars dans le monde, pour un budget estimé entre 20 et 30 millions de dollars. Aux États-Unis, il est le 9e meilleur film au box-office de 1988. En France, il attire plus de 1,4 million de spectateurs en salles, soit le 21e meilleur résultat au box-office français de 1989.
| Pays ou région    | Box-office        | Date d'arrêt du box-office | Nombre de semaines |
| ----------------- | ----------------- | -------------------------- | ------------------ |
| États-Unis Canada | 78 222 753 $      | 27 octobre 1988            | 13                 |
| France            | 1 467 713 entrées | -                          | -                  |
| Total mondial     | 171 504 781 $     | -                          | -                  |

## Distinctions

### Récompenses

#### 1989
- ASCAP Film and Television Music Awards :
  - Compositeurs du meilleur film au box-office pour J. Peter Robinson
  - Chansons les plus jouées de films cinématographiques pour Mike Love, Scott McKenzie, Terry Melcher et John Phillips (pour la chanson Shakedown)
- BMI Film and TV Awards : chanson la plus interprétée d'un film pour Mike Love, Scott McKenzie et Terry Melcher (pour la chanson Kokomo)
- Razzie Awards :
  - Pire film pour Robert W. Cort et Ted Field
  - Pire scénario pour Heywood Gould

### Nominations

#### 1988
- The Stinkers Bad Movie Awards : pire film pour Robert W. Cort et Ted Field

#### 1989
- Golden Globes : meilleure chanson originale pour Mike Love, Scott McKenzie, Terry Melcher et John Phillips pour la chanson Kokomo
- Grammy Awards : meilleure chanson écrite pour un film ou pour la télévision pour Mike Love, Scott McKenzie, Terry Melcher et John Phillips pour la chanson Kokomo
- Razzie Awards :
  - Pire acteur pour Tom Cruise
  - Pire réalisateur pour Roger Donaldson

#### 1990
- Yoga Awards : pire film étranger pour Roger Donaldson

## Éditions en vidéo
En France, le film Cocktail est sorti en DVD le 22 janvier 2003. Par la suite, le film sort en Blu-ray le 15 mai 2013 et en VOD le 1er février 2016. Puis, ressort en Blu-ray le 17 avril 2024.

## Postérité
Dans le roman American Psycho (1991) de Bret Easton Ellis, le personnage principal Patrick Bateman croise Tom Cruise dans un ascenseur et lui parle de sa prestation dans Cocktail.